# Liste de spéléologues hongrois
L'histoire et le développement de la spéléologie ont été marqués par les activités de personnages particulièrement actifs ou médiatiques.
Voici une liste non exhaustive de certains de ces hommes et femmes de nationalité hongroise.
- Haut – A
- B
- C
- D
- E
- F
- G
- H
- I
- J
- K
- L
- M
- N
- O
- P
- Q
- R
- S
- T
- U
- V
- W
- X
- Y
- Z

## A
- Adamkó Péter (hu) (°1950 - ),

- Haut – A
- B
- C
- D
- E
- F
- G
- H
- I
- J
- K
- L
- M
- N
- O
- P
- Q
- R
- S
- T
- U
- V
- W
- X
- Y
- Z

## B
- Bagaméri Béla (hu) (°1922 - ),
- Baksay Dániel (hu) (°1830 - †1917),
- Balázs Dénes (hu) (°1924 - †1994),
- Balogh Ernő (hu) (°1882 - †1969),
- Balogh Pál (hu) (°1794 - †1867),
- Barátosi József (hu) (°1909 - †1990),
- Barbie Lajos (hu) (°1895 - †1971),
- Bartucz Lajos (hu) (°1885 - †1966),
- Bekey Imre Gábor (°1872 - †1936),
- Bella Lajos (hu) (°1850 - †1937),
- Benedek Endre (hu) (°1912 - †1987),
- Berán János (hu) (°1952 - †1979),
- Bertalan Károly (hu) (°1914 - †1978),
- Bokor Elemér (hu) (°1887 - †1928),
- Boros Ádám (hu) (°1900 - †1973),
- Bredeczky Sámuel (hu) (°1772 - †1812),
- Georg Buchholtz (°1688 - †1737),

- Haut – A
- B
- C
- D
- E
- F
- G
- H
- I
- J
- K
- L
- M
- N
- O
- P
- Q
- R
- S
- T
- U
- V
- W
- X
- Y
- Z

## C
- Czárán Gyula (hu) (°1847 - †1906),

- Haut – A
- B
- C
- D
- E
- F
- G
- H
- I
- J
- K
- L
- M
- N
- O
- P
- Q
- R
- S
- T
- U
- V
- W
- X
- Y
- Z

## D
- Dancza János (hu) (°1899 - †1985),
- Dénes György (hu) (°1923 - ),
- Divald Károly (°1830 - †1897),
- Dornyay Béla (hu) (°1887 - †1965),
- Dudich Endre (hu) (°1895 - †1971),

- Haut – A
- B
- C
- D
- E
- F
- G
- H
- I
- J
- K
- L
- M
- N
- O
- P
- Q
- R
- S
- T
- U
- V
- W
- X
- Y
- Z

## E
- Eszterhás István (hu) (°1941 - ),

- Haut – A
- B
- C
- D
- E
- F
- G
- H
- I
- J
- K
- L
- M
- N
- O
- P
- Q
- R
- S
- T
- U
- V
- W
- X
- Y
- Z

## F
- Farkas János (hu) (XVIIIe siècle),
- Fekete István (hu) (XIXe siècle),
- Fodor Géza (hu) (°1954 - †1979),

- Haut – A
- B
- C
- D
- E
- F
- G
- H
- I
- J
- K
- L
- M
- N
- O
- P
- Q
- R
- S
- T
- U
- V
- W
- X
- Y
- Z

## G
- Gábori Miklós (hu) (°1925 - †1996),
- Gebhardt Antal (hu) (°1887 - †1972),
- Gyenge Lajos (hu) (°1914 - †1981),

- Haut – A
- B
- C
- D
- E
- F
- G
- H
- I
- J
- K
- L
- M
- N
- O
- P
- Q
- R
- S
- T
- U
- V
- W
- X
- Y
- Z

## H
- Hazslinszky Tamás (hu) (°1934 - ),
- Hegedűs Gyula (hu) (°1950 - ),
- Hillebrand Jenő (hu) (°1884 - †1950),

- Haut – A
- B
- C
- D
- E
- F
- G
- H
- I
- J
- K
- L
- M
- N
- O
- P
- Q
- R
- S
- T
- U
- V
- W
- X
- Y
- Z

## J
- Jakucs László (hu) (°1926 - †2001),
- Jellinek János (hu) (°1910 - †1942),
- Jordán Károly (hu) (°1871 - †1959),

- Haut – A
- B
- C
- D
- E
- F
- G
- H
- I
- J
- K
- L
- M
- N
- O
- P
- Q
- R
- S
- T
- U
- V
- W
- X
- Y
- Z

## K
- Kadić Ottokár (hu) (°1876 - †1957),
- Kerekes József (hu) (°1911 - †1957),
- Hubert Kessler (°1907 - †1994),
- Koch Antal (hu) (°1843 - †1927),
- Kolosváry Gábor (hu) (°1901 - †1968),
- Kormos Tivadar (°1881 - †1946),
- Kovács János (hu) (°1816 - †1906),
- Kölesy Vince (hu) (°1780 - †1851),
- Miklós Kretzoi (°1907 - †2005),

- Haut – A
- B
- C
- D
- E
- F
- G
- H
- I
- J
- K
- L
- M
- N
- O
- P
- Q
- R
- S
- T
- U
- V
- W
- X
- Y
- Z

## L
- Láner Olivér (hu) (°1927 - †1985),
- Láng Sándor (hu) (°1913 - †1982),
- Leél-Őssy Szabolcs (hu) (°1960 - ),
- Leél-Őssy Sándor (hu) (°1924 - †1998),
- Lenhossék Mihály (°1863 - †1937),
- Lieber Tamás (hu) (°1972 - ),
- Lukács Attila (hu) (°1968 - ),
- Lukács László (hu) (°1955 - †1982),

- Haut – A
- B
- C
- D
- E
- F
- G
- H
- I
- J
- K
- L
- M
- N
- O
- P
- Q
- R
- S
- T
- U
- V
- W
- X
- Y
- Z

## M
- Mattenheim József (hu) (XVIIIe siècle),
- Mottl Mária (hu) (°1906 - †1980),

- Haut – A
- B
- C
- D
- E
- F
- G
- H
- I
- J
- K
- L
- M
- N
- O
- P
- Q
- R
- S
- T
- U
- V
- W
- X
- Y
- Z

## N
- Nedetzky Elek (XVIIIe siècle),
- Nyáry Jenő (hu) (°1836 - †1914),

- Haut – A
- B
- C
- D
- E
- F
- G
- H
- I
- J
- K
- L
- M
- N
- O
- P
- Q
- R
- S
- T
- U
- V
- W
- X
- Y
- Z

## P
- Páli Ferenc (hu) (°1953 - †1977),
- Palik Piroska (hu) (°1966 - ),
- Papp Ferenc (hu) (°1901 - †1969),
- Pávai-Vajna Ferenc (hu) (°1886 - †1964),
- Petényi Salamon János (°1799 - †1855),
- Plózer István (hu) (°1948 - †1977),

- Haut – A
- B
- C
- D
- E
- F
- G
- H
- I
- J
- K
- L
- M
- N
- O
- P
- Q
- R
- S
- T
- U
- V
- W
- X
- Y
- Z

## R
- Raisz Keresztély (hu) (°1766 - †1849),
- Révay Ferenc (hu) (°1887 - †1974),
- Róth Samu (hu) (°1851 - †1889),

- Haut – A
- B
- C
- D
- E
- F
- G
- H
- I
- J
- K
- L
- M
- N
- O
- P
- Q
- R
- S
- T
- U
- V
- W
- X
- Y
- Z

## S
- Sartory József (hu) (°1766 - †1839),
- Schmidl Adolf (hu) (°1802 - †1863),
- Schmidt Ferdinánd (°1791 - †1878),
- Schőnviszky László (hu) (°1901 - †1979),
- Siegmeth Károly (hu) (°1845 - †1912),
- Strömpl Gábor (hu) (°1885 - †1945),
- Szabó Pál Zoltán (hu) (°1901 - †1965),
- Szentes György (hu) (°1941 - ),
- Székely Kinga (°1945 - ),

- Haut – A
- B
- C
- D
- E
- F
- G
- H
- I
- J
- K
- L
- M
- N
- O
- P
- Q
- R
- S
- T
- U
- V
- W
- X
- Y
- Z

## T
- Tulogdy János (hu) (°1891 - †1979),

- Haut – A
- B
- C
- D
- E
- F
- G
- H
- I
- J
- K
- L
- M
- N
- O
- P
- Q
- R
- S
- T
- U
- V
- W
- X
- Y
- Z

## V
- Vass Béla (hu) (°1923 - ),
- Vass Imre (hu) (°1795 - †1863),
- Vértes László (°1914 - †1968),
- Vida István (hu) (°1958 - †2005),
- Vidics Zoltánné (hu) (°1931 - ),

- Haut – A
- B
- C
- D
- E
- F
- G
- H
- I
- J
- K
- L
- M
- N
- O
- P
- Q
- R
- S
- T
- U
- V
- W
- X
- Y
- Z

## Source
- (hu) Cet article est partiellement ou en totalité issu de l’article de Wikipédia en hongrois intitulé « Kategória:Magyar barlangkutatók » (voir la liste des auteurs).